# Beöthy utca megállóhely
Beöthy utca megállóhely (korábban Sertésközvágóhíd) egy megszűnt budapesti HÉV-megállóhely, melyet a MÁV-HÉV Helyiérdekű Vasút Zrt. (MÁV-HÉV) üzemeltetett. 2017 júniusától a szerelvények megállás nélkül haladnak át.
Nevét a közelében lévő Budapesti Sertésközvágóhídról kapta.

## Megközelítés budapesti tömegközlekedéssel
- Busz:  54, 55, 224
- Éjszakai busz:  923